# Lucie Olbrechts-Tyteca
Pour les articles homonymes, voir Tyteca.
Lucie Olbrechts-Tyteca (Saint-Gilles-lez-Bruxelles, 1899-1987) est une sociologue belge qui a travaillé avec le philosophe Chaïm Perelman, dès 1948, avec lequel elle développe le courant de la « Nouvelle Rhétorique ».

## Biographie et travaux
Olbrechts-Tyteca est née au sein d'une famille de Bruxelles en 1899. Elle a étudié les sciences humaines ainsi que les méthodes en science sociale à l'Université libre de Bruxelles, sans aucune volonté de faire carrière. Elle se marie au statisticien Raymond Olbrechts, de onze ans son aîné, puis devient universitaire. Elle fait la rencontre de Perelman en 1948.
Olbrechts-Tyteca et Perelman travaillent ensemble de 1948 à 1984. Ils étudient l'argumentation et proposent de nombreuses contributions à cette discipline. Ils écrivent le Traité de l'argumentation : la nouvelle rhétorique.. Elle semble avoir contribué en illustrant le propos de Perelman, qui a surtout travaillé l'aspect théorique.
Elle a aussi travaillé sur le rapport entre la rhétorique et la bande dessinée, qu'elle expose dans Le comique du discours, en 1974.

## Œuvres
- Le dépistage de la tuberculose par les examens systématiques de collectivités, 1948.
- Rhétorique et philosophie, avec Chaïm Perelman, Paris, Presses Universitaires de France, 1952.
- Traité de l'argumentation : la nouvelle rhétorique, avec Chaïm Perelman, Paris, Presses Universitaires de France, 1958.
- Les définitions des statisticiens, 1960.
- Rencontre avec la rhétorique, 1963.
- Le comique du discours, Bruessels Press, 1974.